# Devise (cadastre)
Pour les articles homonymes, voir Devise.

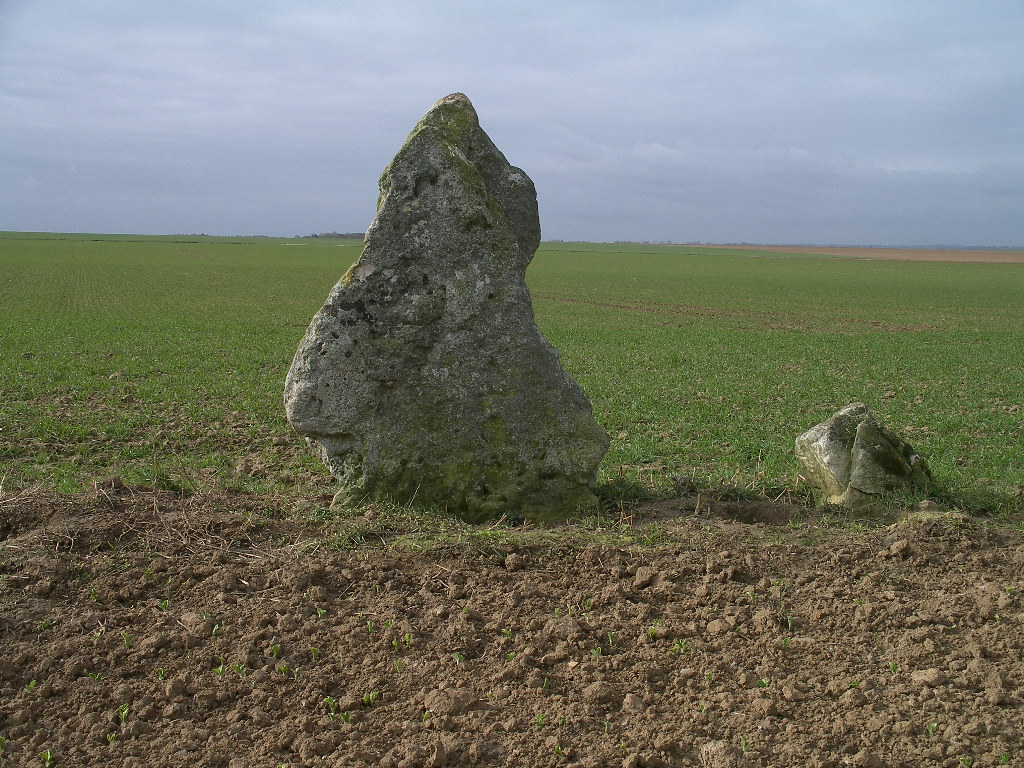
Devises en limite de parcelle

En langue d'oïl et en français de Jersey une devise (du latin divisio) est une borne des champs, une pierre servant de délimitation de parcelles, une limite de propriété.